# Yoon Hye-Young
Yoon Hye-Young (en coreano: 윤혜영; 15 de marzo de 1977) es un deportista surcoreana que compitió en tiro con arco, en la modalidad de arco recurvo. Participó en los Juegos Olímpicos de Atlanta 1996, obteniendo una medalla de oro en la prueba por equipo.

## Palmarés internacional
| Juegos Olímpicos | Juegos Olímpicos         | Juegos Olímpicos | Juegos Olímpicos |
| Año              | Lugar                    | Medalla          | Prueba           |
| ---------------- | ------------------------ | ---------------- | ---------------- |
| 1996             | Atlanta (Estados Unidos) | Medalla de oro   | Equipo           |